# Two Fingerz
Two Fingerz est un groupe de hip-hop italien, originaire de Desio, en Lombardie. Il est composé de Danti et Roofio.

## Biographie

### Débuts (2003-2010)
Le groupe est formé en 2003 de la rencontre entre Daniele « Danti » Lazzarin (né le 20 septembre 1981 à Desio) et Riccardo « Roofio » Garifo (né le 3 septembre 1981 à Seregno). Leurs premiers enregistrements est la démo Downtown, distribuée indépendamment en 2006. Après un an, les Two Fingerz publie le premier album Figli del caos, publié par Sony Music et, deux ans plus tard, en 2009, les Two Fingerz commencent à collaborer avec le rappeur Vacca, réalisant avec lui l'album Non prima delle 6:10, publié gratuitement.
En novembre 2009, le duo publie l'album Il disco finto, qui comporte des collaborations avec Dargen D'Amico, Ensi, Nesli, DJ Big Fish, Mondo Marcio, Ghemon et Vacca et, l'année suivante, les Two Fingerz publient sous label indépendant le double album Il disco nuovo/Il disco volante qui contient des collaborations avec DJ Big Fish, Mastermaind, Simona Barbieri, Yves, et Sewit Villa et Dargen D'Amico ; avec cet album, le duo connaitra un rap plus électro (en particulier dans Il disco volante).

### Mouse MusicetTwo Fingerz V(2011-2014)
En 2011, ils mènent le programme Made in Italy - Two Fingerz sur le canal Hip Hop TV, de Sky Italia, où ils présentent plusieurs vidéos du hip-hop et du rap italien.
L'album Mouse Music est publié le 29 mai 2012, et débute à la deuxième place dans les charts italiens, en restant dans les charts pendant plus d'un mois; le Novembre 2012, le Two Fingerz retour à la télévision sur Hip Hop TV pour diriger le Two Fingerz Show, tandis que en cette période est sorti le mixtape Mouse Music Rmx Pack, composé de cinq titres remixés par Simon de Jano et mixte par Mastermaind.
Le 13 décembre 2013, les Two Fingerz annoncent la sortie de la chanson La cassa dritta, réalisé conjointement avec Fedez, mis en ligne sur l'iTunes Store. En février 2014, il annonce l'album Two Fingerz V, publié le 4 février, qui fait ses débuts en première place dans les charts italiens.

### La tecnica Bukowski(depuis 2015)
En avril 2015, le groupe présente la chanson B&W (contro la crisi), en collaboration avec Dargen D'Amico anticipant le sixième album en studio La tecnica Bukowski, prévue pour le 1er juin 2015 ; l'album comprend des collaborations avec des artistes de la scène rap et pop italien, comme J-Ax, Lorenzo Fragola, MadMan et Vacca.

## Membres
- Danti – rap, voix
- Roofio – programmation

## Discographie

### Albums studio
- 2007 : Figli del caos
- 2009 : Il disco finto
- 2010 : Il disco nuovo
- 2010 : Il disco volante
- 2012 : Mouse Music
- 2014 : Two Fingerz V
- 2015 : La tecnica Bukowski

### EP
- 2009 : Non prima delle 6:10 (avec Vacca)
- 2015 : Danksy

### Singles
- 2007 – Figli del caos
- 2007 – Sulle spalle dei giganti
- 2008 – Certe cose
- 2008 – Oltre il mare (feat. Dargen D'Amico & Joe Fallisi)
- 2010 – Hey DJ
- 2011 – Kong Fusion Is True (Simon de Jano feat. Two Fingerz)
- 2012 – Questa musica
- 2012 – Sesso (Hipster feat. Two Fingerz)
- 2012 – Come le vie a NY
- 2013 – Rap un po' dance (feat. Simon de Jano)
- 2013 – La cassa dritta (feat. Fedez)
- 2014 – Ciao
- 2014 – La fine del mondo (Gabry Ponte feat. Two Fingerz)
- 2014 – 1 + 1 fa 3
- 2015 – B&W (Contro la crisi) (feat. Dargen D'Amico)
- 2015 – Bukowski
- 2015 – Lolita

### Collaborations
- 2006 – Dargen D'Amico feat. Two Fingerz - No la 1 ma la 2
- 2008 – Dargen D'Amico feat. Two Fingerz - Ex Contadino
- 2008 – Dargen D'Amico feat. Two Fingerz - Anche se dite no
- 2008 – Dargen D'Amico feat. Two Fingerz - Show Me Love
- 2008 – VaccaDon feat. Two Fingerz - Io non ti chiedo
- 2009 – Amir feat. Two Fingerz - Ogni maledetta domenica
- 2010 – Amir feat. Two Fingerz - Togli quel riflettore
- 2010 – Surfa feat. Two Fingerz - Annega
- 2010 – Michelle Lily feat. Two Fingerz - Untouchable
- 2010 – Ensi feat. Two Fingerz - Come una Polaroid
- 2010 – Dargen D'Amico feat. Two Fingerz - In loop (La forma di un cuore)
- 2011 – Mondo Marcio feat. Nesli Two Fingerz - Easy
- 2011 – Fabri Fibra feat. Two Fingerz - Tranne Te Rmx
- 2011 – Fabri Fibra feat. Two Fingerz - La Soluzione Rmx
- 2011 – SODY feat. Two Fingerz, Ensi & Daniele Vit - Genio della lampo
- 2011 – DJ Double S feat. Two Fingerz - Più vuoi
- 2011 – Dargen D'Amico feat. Two Fingerz & Ghemon - Brano senza titolo
- 2011 – Grido feat. Two Fingerz, Tormento & Sud Sound System - Superblunt
- 2011 – VaccaDon feat. Two Fingerz - Davvero oppure no
- 2011 – Mr. Blake feat. Two Fingerz - Come i videogiochi del bar
- 2011 – Fedez feat. Two Fingerz - Una cosa sola
- 2011 – DJ Fede feat. Two Fingerz & Yves - Sogni d'oro
- 2011 – SuperSummer feat. Two Fingerz - Anni
- 2011 – Siruan feat. Two Fingerz - Equilibrio
- 2011 – Après La Classe feat. Two Fingerz & Max Brigante - Mamma l'italiani rmx
- 2012 – Takagi Beatz feat. J-Ax, Grido, Trap, CaneSecco, Mistaman, Two Fingerz & Primo - GANGBANG!
- 2012 – Maxi B feat. Two Fingerz - Toro seduto
- 2012 – Max Brigante feat. Two Fingerz, Ensi & Dargen D'Amico - Allenatichefabene
- 2012 – Pula+ feat. Primo & Two Fingerz - I tre colori
- 2012 – DJ Aladyn feat. Two Fingerz - Le navi da crociera
- 2012 – Dargen D'Amico feat. Two Fingerz - Hit da 5 minuti
- 2012 – Max Pezzali feat. Two Fingerz - 6/1/sfigato
- 2012 – Mondo Marcio feat. Two Fingerz - Come me
- 2012 – Mondo Marcio feat. Two Fingerz - Chi temo di più
- 2013 – Andrea Nardirocchi feat. Two Fingerz - Le pareti
- 2013 – ATPC feat. Two Fingerz - Meglio fare il DJ
- 2013 – Fedez feat. Danti vs Simon de Jano - Single a vita
- 2013 – Fedez feat. Two Fingerz - Milano bene
- 2013 – Numeri2AndTheBand feat. Two Fingerz - Don't Give Up
- 2013 – Al feat. Two Fingerz - Rappuso
- 2013 – Dargen D'Amico feat. Two Fingerz - Il cubo (Fondamentalmente)